# 格奧爾基·格里戈雷·坎塔庫濟諾
格奧爾基·格里戈雷·坎塔庫濟諾（羅馬尼亞語：Gheorghe Grigore Cantacuzino，1833年9月22日—1913年3月22日）是羅馬尼亞政治家和律師，保守黨的決策主導者之一。他是米海尔·坎塔库泽努斯的后裔，曾兩次擔任羅馬尼亞總理：1899年4月23日至1900年7月19日，以及1906年1月4日至1907年3月24日。

## 外部連結
- Biography